# Ana Kiro
María Dolores Casanova González (Castañeda, Arzúa, 24 de Janeiro de 1942 - Mera, Oleiros, 24 de Setembro de 2010), conhecida como Ana Kiro foi uma cantora galega.

## Trajetória

### Como Cantora
A carreira de Ana Kiro se inicia em Barcelona, dentro da emigração galega. Casada desde muito cedo, ainda muito jovem separa-se e tem que trabalhar para ajudar  financeiramente a família e a sua filha. Tenta a sorte no mundo da canção, que até aquele momento era apenas um hobby, e consegue um moderado êxito até que se escreve pela discografia Belter. Então começa turnês com cantores de música ligeira  como José Guardiola, participa de diversos concursos musicais, e logo trabalha como vocalista de um programa da Televisão Espanhola, Galas del sábado, apresentado por Joaquín Prat e Laura Valenzuela. Ana Kiro possui uma das mais amplas carreiras discográficas da Galiza, e atualmente chegou a cifra de 32 discos de larga duração editados, onde sempre foi alimentado por canções folclóricas do país e composições de autores galegos.  
Em 1969, esteve ao ponto de ser a primeira galega em representar a TVE na Eurovisão ao disputar com Salomé que interpretaria "Vivo Cantando", no festival que celebrou-se em Madrid.         
No começo dos anos 1970 faz suas primeiras viagens a Galiza e conhece o compositor Manuel Muñiz. Em 1973 este adapta um tema popular e o cede a Ana Kiro para que ela o interprete. A música 'Galícia Terra Meiga", de 1973, que tem que gravar no selo Olimpo, dedicado a música folclórica, por estar em galego. Desse tema vende mais de 100.000 cópias e permanece durante três meses na lista de venda de toda a Espanha. A partir deste tema continuou as colaborações com Muñiz e também com Xosé Luís Blanco Campaña como intérprete e compositor.
"Galícia Terra Meiga" abre portas da emigração a Ana Kiro, e ela começa a viajar a Suíça, Alemanha, a França, e a partir de 1976, a América. Em um concerto neste continente assistiram 24.000 espectadores, rompendo o recorde de assistência que detinha Manolo Escobar.
A música de Ana Kiro está indissoluvelmente unida as festas populares da Galiza. Todos aqueles que participaram de uma romaria ou de um festival ouviram a voz desta artista, que ofereceu centenas de concertos ao longo de sua carreira.
Ana Kiro construiu seu sucesso oferecendo centenas de concertos ao longo de sua trajetória profissional. Até 1999, ano em que deixou de oferecer atuações ao vivo devido a problemas de estresse, Ana kiro oferecia uma média de cem concertos ao ano, o que converteu as canções de Ana Kiro em clássicos das romarias e das festas de todo o país.

### Na televisão
Em 1998 Ana Kiro se retira do mundo da música. Em 1995 lhe fizeram uma grande homenagem na cidade de A Coruña que foi retransmitido pela Televisão de Galícia e que conseguiu uma grande audiência. A partir deste momento começa sua relação com a televisão, começando pelo talk-show "Toda unha vida" e continua com "Tardes con Ana". Posteriormente participa como atriz protagonista da série "Miña sogra e mais eu".
Devido ao seu falecimento, a TVG decidiu dedica-la um especial no mítico programa galego "Luar" alcançando uma grande audiência de 221.000 espectadores.                        No dia seguinte, em 2 de Setembro de 2010, a TVG decidiu render-lhe uma homenagem com um programa dedicado a ela "Ana Kiro,Toda unha vida", com o qual conseguiu uma grande audiência, com 237.000 espectadores.

## Vida pessoal
Ana Kiro, cujo nome real era  María Dolores Casanova González, nasceu em 1942 em Castañeda (Arzúa), filha de um guarda civil. Quando tinha 19 meses a família se mudou para Pineda de Mar, e depois de uma parada em Cedeira, e uma casa no bairro paralelo de Barcelona. Ali enquanto trabalhava numa fiação, começou abrir caminho numa rádio, até ouvir seu pai lhe proibir de participar do show business. Teve que casar com 19 anos, para repreender sua carreira musical, que não abandonou nem quando, apesar da família e da época, separou-se do marido com 23 anos.
Estava casada com Carlos Rivero e tem uma filha. Em 2006 lhe detectarão um câncer de ovários, no qual foi intervida cirurgicamente.                                                                Em 2007, no programa "Volver ao rego", de Xosé Luís Barreiro Rivas, faz sua reaparição como convidada.
Faleceu em 24 de Setembro de 2010, em consequência do câncer. Seu cadáver foi velado no auditório Gabriel García Márquez, na localidade de Oleiros, e depois foi para a igreja paroquial, onde se celebrou o funeral. Em seguida, ela recebeu um enterro cristão no cemitério de Serantes, Mera, ao lado da tumba de seu pai, guarda civil, ao qual esteve muito unida.

## Discografia
- Por última vez (1967)
- Galicia terra meiga (1973).
- Viva Galicia (1974)
- Así canta Galicia (1975).
- Recordando a Galicia (1976)
- Canta a Galicia (1977)
- Canta ó galego Manuel Muñiz (1978)
- Fue tan poco tu cariño (1978)
- Homenaxe ós emigrantes (1978)
- A miña aldea (1978)
- Nadal e cousas galegas (1978)
- Galicia dos meus amores (1979)
- Desde México y con mariachi (1979)
- Ana Kiro (1979)
- Neno, neno (1979)
- Unha emigrante máis (1980)
- Barqueiro. (1981)
- Eu ♥ Galicia (Eu amo a Galicia) (1982)
- Galega traballadora (1983)
- Vivir na Coruña (1983)
- Viva Galicia (1983)
- Miña Galicia (1984)
- Boleros (1985)
- De vacacións (1985)
- Recordo a Pucho Boedo (1986)
- Ponteareas (1987)
- A Bamba (1988)
- Arrastráche- polas pallas (1989)
- 25 anos cantando (1990)
- Emigrantes (1991)
- A flor do toxo (1992)
- Ano Xacobeo (1993)
- A banana (1994)
- ¡Meigas fóra! (1994)
- Pídechas o corpo (1995)
- Coa miña xente (1996)
- Toda unha vida (1998)
- Recopilatorio (2002)
- Viva Galicia 2 (2004)

### Singles
- Potpurri gallego - Besos perdidos (1975)
- A rianxeira - Galicia que tes? (1976)
- Que digan misa - La noche de mi mal (1979)

### Talk shows
- Toda unha vida (1996-97) Apresentadora
- Tardes con Ana (1998-01). Apresentadora
- Que boa tarde (2002). Apresentadora